# مارسيلو غارسيا موراليس
مارسيلو غارسيا موراليس (بالإسبانية: Marcelo García Morales)‏ هو سياسي مكسيكي، ولد في 10 مارس 1969 في غوادالاخارا في المكسيك. حزبياً، نشط في الحزب الثوري المؤسساتي. وقد انتخب عضو مجلس النواب المكسيك.